# Observatori de Vídeo No Identificat
L'Observatori de Vídeo No Identificat també conegut per les sigles OVNI, és un festival de cinema que se celebra a la ciutat de Barcelona, des de l'any 1993. Un dels èxits de l'OVNI és l'Arxiu de l'Observatori de Vídeo No Identificat on s'emmagatzemen els projectes presentats al certamen d'edicions anteriors. Els arxius tenen un caràcter intencional i temàtic que consisteix en facilitar una crítica de la cultura i de la societat contemporània a partir de diferents suports audiovisuals, com són els documentals independents, el Videoart o l'arqueologia dels mitjans de comunicació de massa, més coneguts com a Mass media. El gènere de les obres que es presenten al festival és lliure i l'única característica que tenen en comú és el compromís amb la llibertat d'expressió.
"OVNI, vol ser una porta d'entrada a visions crítiques sobre un aspecte de la realitat sociocultural, habitualment filtrada i modificada pels mitjans de comunicació convencionals". Joan Leandre
Des de 1993, OVNI s'ha celebrat amb una periodicitat -no estipulada- d'aproximadament divuit mesos. L'any 2016 el Festival va tenir lloc la dissetena edició.
Des de 1999, l'Arxiu OVNI ha recopilat més de 2000 arxius.

## Història
El festival Observatori de Vídeo No Identificat va néixer a la ciutat de Barcelona l'1 de maig l'any 1993.
El festival va ser fundat pels dos videocreadors catalans, Toni Serra (Manresa, 1960) i Joan Leandre (Barcelona 1968). Actualment són els membres principals a l'organització de l'arxiu i els codirectors del Festival. El projecte va néixer com un punt de trobada per a diferents vídeo creadors, autors i programadors nacionals i internacionals. L'any 1997, Rosa Llop es va incorporar a OVNI. L'any 1999 el projecte va adquirir una nova fase amb la creació dels arxius de l'Observatori, que actualment poden ser consultats pel públic.
L'OVNI és un festival de documentals i videoart basats en la crítica de la societat i la cultura del nostre temps. Els arxius tracten temes actuals i contemporanis com la Globalització, l'Emigració, el Treball, el Capitalisme o la destrucció dels mitjans audiovisual.
La primera mostra d'OVNI va ser l'any 1993 a la sala Metrònom, i a partir del 1994 es va integrar de manera totalment independent al CCCB
 (Centre de Cultura Contemporània de Barcelona), espai reservat i dedicat a la creació, la investigació, la divulgació i el debat sobre la cultura contemporània on s'interconnecten les Arts visuals, la Literatura, la Filosofia, el cinema, la Música, l'Art escènica i l'activitat transmedia.
El festival se celebra aproximadament cada any i mig, i des de la seva primera l'any 1993 fins a l'any 2016 s'han celebrat disset edicions.

## Fundadors
Toni Serra i Joan Leandre.

## Arxius de l'Observatori
L'Arxiu de l'Observatori de Vídeo No Identificat es va crear anys després de la fundació del festival, concretament l'any 1999.
Els seus fundadors van decidir emmagatzemar els projectes presentats al festival, i en l'actualitat l'arxiu creix considerablement cada edició. Els projectes es poden consultar lliurament i gratuïtament amb cita prèvia.
L'arxiu de l'Observatori està dirigit per a estudiants, periodistes, investigadors, professors i artistes.
Dins de l'arxiu podem trobar peces de temàtica crítica a la cultura contemporània a través de material audiovisual entre les quals destaquen els documentals independents, el vídeo art i arqueologia dels mass media.
Els Arxius de l'Observatori són intencionals en la naturalesa i organitzat al voltant de temes específics, que reuneix material que és compatible amb una crítica de la cultura contemporània a través de diferents enfocaments, com ara el vídeo art, documental independent i arqueologia dels mitjans de masses.
Els arxius de l'Observatori comparteixen entre ells un compromís amb la llibertat d'expressió, i reflexionar sobre les nostres pors i els plaers individuals i col·lectius. Junts, creen una visió de múltiples facetes, milers de petits ulls de sondeig i d'exploració del nostre món i proclamant altres mons possibles. Un discurs que valora l'heterogeneïtat, la pluralitat, la contradicció i la subjectivitat; un antídot a la clonació i repetició dels mass media corporatius.

## Les Mostres
El Festival OVNI va obrir les portes el 2 de febrer del 1993. Fins a 2016 s'han disputat 17 edicions:
- De 1993 a 1996: La primera edició es va celebrar l'any 1993, on es van mostrar un total de 17 projectes. Les primeres edicions del Festival van partir d'un ventall molt ampli, on es va explorar i ampliar els límits del llenguatge audiovisual. La segona mostra de vídeo independent va ser del 29 de juny fins al 2 de juliol del 1994. Any i mig després va tenir lloc la tercera edició del Festival, celebrada del 23 de gener fins al 27 del mateix mes l'any 1996.
- De 1997-99: Ambdues edicions van tenir una temàtica més específica, tractant la identitat versus Media. La quarta mostra es va inaugurar l'1 de juliol fins al 5 de juliol de 1997. Va ser en la cinquena edició quan es va inaugurar els arxius de l'Observatori. La mostra es va celebrar del 26 de gener fins al 31 del mateix mes l'any 1999.
- 2000: el 28 de juny de 2000 es va inaugurar la mostra sota el títol de Comunidades, aquest edició pretenia reunir treballs amb una temàtica que servís per una reflexió plural i de múltiples facetes sobre la noció de Comunitat, és a dir, com un espai de relació social, antropològica, cultural i emotiva en la que ens trobem. L'edició va tancar les portes al 2 de juliol del mateix any.
- 2002: Celebrada del 29 de gener fins al 2 de febrer de 2002 la mostra es va centrar a la temàtica de la globalització.
- 2003: Poc després d'un any el Festival va tornar a celebrar-se inaugurat la mostra el dia 27 de fins al 31 de maig de 2003. Es van mostrar arxius amb temàtica de globalització, però el gènera principal de la mostra va ser el “Post 11 de Setembre”. L'edició va comptar amb una selecció de 150 peces.
- 2005: Sota el nom de Resistència, es va celebrar la 9ª edició del festival celebrada del 25 de gener fins al 30 del mateix mes l'any 2005.Es van projectar més de 200 peces envers el colonialisme, el imperialisme, la dona a Palestina o la Revolució de Chavez, entre d'altres.
- 2006: La dècima mostra es va realitzar del 30 de maig fins al 4 de juny del 2006. El Festival va obrir les portes sota la temàtica “El Somni Colonial Zones Autònomes”. La temàtica de la mostra va girar envers l'entorn al colonialismes i a la seva mutació en l'era de la globalització.
- 2008: Exodus, els marginals de l'Imperi, va ser la temàtica per mostrar les diferent formes de marginació i explotació a les que queden sotmesos persones o societats sota l'opressió del poder. Celebrada del 29 de gener fins al 3 de febrer de 2008.
- 2009: del 26 de maig fins al 31 de 2009 es va celebrar una de les mostres més llargues del festival. La temàtica Rizoma va voler posar en evidència els contactes subterranis i rizomàtics que comuniquen mons i experiències molts diverses.
- 2011: a partir de Des_Realidad, la mostra volia reflexionar envers els diferents fenòmens de crítica de la realitat i les seves repercussions. La mostra es va inaugurar el 22 de febrer, i va tancar les portes el 27 de febrer l'any 2011.
- 2012: Olvido pretenia reflexionar sobre les realitat més preocupants del nostre temps, concretament l'experiència del conflicte amb el poder i l'eminència d'un enfrontament encara més gran. Es va celebrar del 8 al 13 de maig del 2012.
- 2014: In Limbo, va comptar amb més de 40[10] obres carregades de reivindicacions i denúncies que enguany se centren en els llimbs, és a dir el món entre els vius i els morts. En aquesta edició, celebrada del 27 de febrer al 2 de maig de 2014, es va dedicar una gran part de la mostra a projectes dedicats a la realitat espanyola.
- 2015: No va tenir cap temàtica en particular, es varen mostra tres projeccions públiques aprofitant la presentació de l'apertura pública de la intranet dels arxius de l'Observatori fundats l'any 1993. Aquesta mostra només va durar un dia, el 7 de maig del 2015.
- 2016: del 2 de maig fins al 6 de maig de 2016 va tenir lloc l'edició número disset, sota la temàtica “La frontera com a centre. Zones de ser i de no ser. Aquesta edició va ser una forta crítica enfront de la temàtica migratòria del planeta.